# STS-60
STS-60, voluit Space Transportation System-60, was de eerste Spaceshuttlemissie naar het Russische ruimtestation Mir, uitgevoerd door de Space Shuttle Discovery. De Discovery werd gelanceerd op 3 februari 1994.

## Bemanning
- Charles F. Bolden (4), Commandant
- Kenneth S. Reightler Jr. (2), Piloot
- N. Jan Davis (2), Missie Specialist 1
- Ronald M. Sega (1), Missie Specialist 2
- Franklin R. Chang-Diaz (4), Missie specialist 3
- Sergej Krikaljov (3), Missie Specialist 4 - Rusland

tussen haakjes het aantal vluchten van elke astronaut, vlucht STS-60 inbegrepen

## Missieparameters
- Massa
  - shuttle bij landing: 97.448 kg
  - vracht: 10.231 kg
- Perigeum: 348 km
- Apogeum: 351 km
- Glooiingshoek: 56,4°
- Omlooptijd: 91,5 min